# Bundesautobahn 52
Pour les articles homonymes, voir A52.
La Bundesautobahn 52 (ou BAB 52, A52 ou Autobahn 52) est une autoroute mesurant 88 kilomètres répartis en trois tronçons :
- De la frontière avec les Pays-Bas à Niederkrüchten-Elmpt – Mönchengladbach – Meerbusch-Büderich
- Düsseldorf-Rath – Essen-Ost
- Gelsenkirchen-Buer-West – Marl-Nord